# Брюссель-Південний
50°50′07″ пн. ш. 4°20′09″ сх. д. / 50.835278° пн. ш. 4.335833° сх. д.
Брюссель-Південний (фр. Bruxelles-Midi, нід. Brussel-Zuid) — велика залізнична станція в Брюсселі, Бельгія.
Географічно розташована у Сен-Жіль на межі з сусіднім муніципалітетом Андерлехт і на південь від міста Брюссель.
Брюссель-Південний — одна із понад дюжини залізничних станцій в Брюсселі та одна із трьох головних залізничних станцій у центрі міста, дві інші — Брюссель-Центральний і Брюссель-Північний.
Станція, була кінцевою під час урочистого відкриття в 1869 році, стала транзитною станцією після відкриття сполучення Північ — Південь в 1952 році.
Зараз це найзавантаженіша станція в Бельгії та єдина зупинка в Брюсселі для міжнародних високошвидкісних поїздів: Eurostar, Thalys і ICE.
Під Брюссель-Південний розташована станція Gare du Midi/Zuidstation на лініях 2, 3, 4 та 6 брюссельського метро та преметро, що є важливим вузлом Брюссельської транспортної компанії (STIB/MIVB).

## Огляд
Хоча залізничний вокзал (Station des Bogards at Rouppeplatz) існував на півдні Брюсселя з 1840 року, «новий» Південний вокзал, спроектований Огюстом Паєном, був відкритий як тупикова станція в 1869 році. 
Старий вокзал знесли, бо він уже був замалий для зростаючого пасажирообігу. 
У 1949 році цю станцію, разом з вокзалом, було знесено та замінено новою станцією, яка зараз є транзитною станцією на маршруті Північ — Південь, що була відкрита в 1952 році.
Для потягів тунелю під Ла-Маншем до Лондона вокзал, спроектований як кінцева станція. 
З цього вокзалу неможливе безперервне сполучення за межі Брюсселя, наприклад до Амстердама чи Кельна.